# Rakuten Kitazawa
Rakuten Kitazawa (jap. 北澤 楽天 Kitazawa Rakuten) właśc. Yasuji Kitazawa (jap. 北澤 保次 Kitazawa Yasuji; ur. 20 lipca 1876, zm. 25 sierpnia 1955) – japoński malarz i artysta, uważany za jednego z pierwszych twórców mangi współczesnej. Znany z tworzenia obrazów typu nihonga oraz wprowadzenia do powszechnego użytku słowa manga.

## Życie i twórczość
Urodził się w japońskim mieście Ōmiya, w prefekturze Saitama. Studiował malarstwo zarówno w stylu zachodnim pod nadzorem Ōno Yukihiko, jak i w stylu japońskim pod nadzorem Inoue Shunzui. W 1895 roku zaczął tworzyć kreskówki dla anglojęzycznego magazynu Box of Curios. W 1899 przeniósł się do dziennika Jiji Shimpo, w którym współtworzył cotygodniowy dodatek komiksowy zatytułowany Jiji Manga. Inspirację czerpał z amerykańskich komiksów, tj. Katzenjammer Kids czy Yellow Kid.
W 1905 roku założył własny magazyn wydawany w kolorze, zatytułowany Tokyo Puck. Pracował nad nim do 1915 roku, po czym powrócił do Jiji Shimpo i tworzył tam do swojej emerytury w 1932 roku.
W 1918 roku ufundował stowarzyszenie japońskich ilustratorów Manga Kourakukia. W 1929 roku wyruszył w podróż przez Stany Zjednoczone i Europę, a swoje doświadczenia przedstawił w 7-częściowej serii książek.
W trakcie II Wojny Światowej został prezesem założonego przez rząd stowarzyszenia twórców kreskówek Nihon Manga Hōkō Kai. Zajmował się także tworzeniem portretów żołnierzy zmarłych podczas wojny.
Po wojnie, Rakuten tworzył w rodzinnym mieście Ōmiya. Jedenaście lat po śmierci artysty, w miejscu jego domu powstało miejskie muzeum Saitama Municipal Cartoon Art Museum, poświęcone kreskówce i komiksom. Można w nim obejrzeć większość dzieł stworzonych przez Rakutena, a także wiele innych związanych z komiksem japońskim.